# Gary Holt (football)
Pour l’article homonyme, voir Gary Holt (musicien).
Gary Holt, né le 9 mars 1973 à Irvine, North Ayrshire, en Écosse, est un joueur de football international écossais, qui évoluait au poste de milieu de terrain.

## Biographie

### Carrière en club
Gary Holt ne commence sa carrière professionnelle que tardivement. Il commence en effet une carrière dans l'Armée de terre britannique (il jouait d'ailleurs régulièrement pour l'équipe de football de l'armée), avant de rejoindre finalement le centre de formation du Celtic FC. La perspective de jouer en équipe première étant réduite, il préfère partir d'abord à Stoke City puis à Kilmarnock, le club qu'il supportait quand il était jeune et où sa carrière décolle.
En 2001, il part pour la division 2 anglaise en signant à Norwich City, lors d'un transfert d'un montant de 135 000 £. Après avoir passé trois bonnes saisons en division 2, Holt et son club remportent la promotion pour la Premier League, mais cette saison au plus niveau du football anglais s'avère difficile pour Holt qui joue de moins en moins. Il se décide donc à quitter Norwich City après quatre années, laissant un bon souvenir aux supporteurs du club qui l'avaient surnommé trois poumons (three lungs) en référence à son activité et sa résistance sur le terrain.
Il termine sa carrière dans des clubs de divisions inférieures, Nottingham Forest et Wycombe Wanderers.

### Carrière internationale
Gary Holt reçoit 10 sélections avec l'Écosse, pour un but marqué. 
Au début de sa carrière, alors qu'il joue pour Kilmarnock, et que ses bonnes prestations ne sont pas encore récompensées par une sélection avec l'Écosse, il pense brièvement à la possibilité de jouer plutôt pour le Canada. Toutefois, il ressort que Holt n'était finalement pas sélectionnable pour le Canada.
Sa première sélection en faveur de l'Écosse intervient le 2 septembre 2000, lors d'un match face à la Lettonie comptant pour les éliminatoires du mondial 2002. Le 30 mai 2004, il inscrit son seul but en sélection, à l'occasion d'un match amical face à l'équipe de Trinité-et-Tobago. Il reçoit sa dernière sélection le 13 octobre 2004, contre la Moldavie, dans le cadre des éliminatoires du mondial 2006.

#### Détail des sélections
| Sélection | Dates            | Stades, Villes, Pays                     | Matchs, Compétitions                          | Résultats | Adversaires       | Titulaire/Remplaçant                                            | Maillot n° |
| --------- | ---------------- | ---------------------------------------- | --------------------------------------------- | --------- | ----------------- | --------------------------------------------------------------- | ---------- |
| 1re       | 2 septembre 2000 | Skonto stadions, Riga, Lettonie          | Tour préliminaire de la Coupe du monde 2002   | V 1-0     | Lettonie          | remplace Billy Dodds (90e)                                      | 16         |
| 2e        | 11 octobre 2000  | Stade Maksimir, Zagreb, Croatie          | Tour préliminaire de la Coupe du monde 2002   | N 1-1     | Croatie           | remplace Paul Dickov (89e)                                      | 16         |
| 3e        | 27 mars 2002     | Stade de France, Saint-Denis, France     | Match amical                                  | D 0-5     | France            | remplace Colin Cameron (46e) remplacé par Jackie McNamara (73e) | 18         |
| 4e        | 28 avril 2004    | Parken Stadium, Copenhague, Danemark     | Match amical                                  | D 0-1     | Danemark          | Titulaire remplacé par Peter Canero (16e)                       | 8          |
| 5e        | 27 mai 2004      | A. Le Coq Arena, Tallinn, Estonie        | Match amical                                  | V 1-0     | Estonie           | Titulaire                                                       | 8          |
| 6e        | 30 mai 2004      | Easter Road, Édimbourg, Écosse           | Match amical                                  | V 4-1     | Trinité-et-Tobago | Titulaire buteur (12e) remplacé par Brian Kerr (54e)            | 8          |
| 7e        | 18 août 2004     | Hampden Park, Glasgow, Écosse            | Match amical                                  | D 0-3     | Hongrie           | Titulaire                                                       | 2          |
| 8e        | 8 septembre 2004 | Hampden Park, Glasgow, Écosse            | Phase qualificative de la Coupe du monde 2006 | N 0-0     | Slovénie          | remplace Gary Naysmith (58e)                                    | 15         |
| 9e        | 9 octobre 2004   | Hampden Park, Glasgow, Écosse            | Phase qualificative de la Coupe du monde 2006 | D 0-1     | Norvège           | Titulaire remplacé par Steven Thompson (80e)                    | 8          |
| 10e       | 13 octobre 2004  | Stadionul Republican, Chişinău, Moldavie | Phase qualificative de la Coupe du monde 2006 | N 1-1     | Moldavie          | Titulaire                                                       | 8          |

## Palmarès
- avec Kilmarnock :
  - Coupe d'Écosse : 1 (1996-1997)

- avec Norwich City :
  - Champion de division 2 anglaise : 1 (2003-2004)

- Gary Holt est également élu joueur de l'année de Norwich City par les supporteurs du club à l'issue de la saison 2001-2002.